# Луквинське газонафтове родовище
Луквинське газонафтове родовище — належить до Бориславсько-Покутського нафтогазоносного району Передкарпатської нафтогазоносної області Західного нафтогазоносного регіону України.

## Опис
Розташоване у Рожнятівському районі Івано-Франківської області на відстані 16 км від м. Рожнятів.
Приурочене до другого ярусу складок центр. частини Бориславсько-Покутської зони. Вивчення території родовища розпочате в 1947-49 рр. Промислова нафтогазоносність пов'язана З півночі-зах. перикліналлю Луквинської складки, яка має загальнокарпатське північно-західного простягання. Поперечними скидозсувами структура розбита на блоки: Небилівський, Слобідсько-Небилівський, Північно-Майданський.
Поклади вуглеводнів виявлені лише в другому блоці, який має розміри 2,4х1,5 м та висоту 600 м.
Перший промисловий приплив нафти отримано в 1977 р. з відкладів еоцену з інт. 1436—1670 м.
Поклади пластові, склепінчасті, тектонічно екрановані. Режими Покладів: пружний та розчиненого газу, газової шапки та розчиненого газу, газовий. На 1.01 1994 р. з родовища видобуто 539,3 тис. т (36,76 % початкових видобувних запасів) нафти і 235,3 млн. м³ попутного газу. Запаси початкові видобувні категорій А+В+С1: нафти — 1548 тис. т; розчиненого газу — 671 млн. м³; газу — 153 млн. м³. Густина дегазованої нафти 821—837 кг/м³. Вміст сірки у нафті 0,17-0,25 мас.%.